# 2025-ös WEC-szezon
A 2025-ös FIA World Endurance Championship szezon a széria történetének 13. szezonja. Nemzetközi Automobil Szövetség (FIA) és a Automobile Club de l'Ouest (ACO) közös szervezésével kerül megrendezésre. A sorozatban részt vehetnek a Hypercarok, Le Mans Hypercar (LMH) vagy Le Mans Daytona h (LMDh) egyaránt és az LMGT3 versenyautók.

## Versenynaptár
A hivatalos versenynaptárat 2024. június 14.-én hozták nyilvánosságra. A versenynaptár nem tartalmaz semmilyen újdonságot, ugyanazok a fordulók kerülnek megrendezésre, ugyanabban a sorrendben, mint az előző szezonban.
| Forduló | Verseny                        | Pálya                         | Helyszín                           | Dátum          | Pályarajz |
| ------- | ------------------------------ | ----------------------------- | ---------------------------------- | -------------- | --------- |
| 1       | Katari 1812 km-es verseny      | Losail International Circuit  | Loszaíl, Katar                     | február 28.    |           |
| 2       | Imolai 6 órás verseny          | Autodromo Enzo e Dino Ferrari | Imola, Emilia-Romagna, Olaszország | április 20.    |           |
| 3       | Spái 6 órás verseny            | Circuit de Spa-Francorchamps  | Spa, Belgium                       | május 10.      |           |
| 4       | Le Mans-i 24 órás              | Circuit de la Sarthe          | Le Mans, Franciaország             | június 14–15.  |           |
| 5       | São Paulo-i 6 órás autóverseny | Autódromo José Carlos Pace    | São Paulo, Brazília                | július 13.     |           |
| 6       | Lone Star Le Mans              | Circuit of the Americas       | Austin, Texas, Egyesült Államok    | szeptember 7.  |           |
| 7       | Fuji 6 órás verseny            | Fuji Speedway                 | Ojama, Japán                       | szeptember 28. |           |
| 8       | Bahreini 8 órás verseny        | Bahrain International Circuit | Szahír, Bahrein                    | november 8.    |           |

## Szabályváltozások
Az LMGT3 kategóriában a Hyperpole-ban a ezüst pilótáknak, az időmérő alapszakaszában ugyanúgy a bronz liszenszes pilótának kell vezetniük.
Szintén az LMGT3 kategóriát érintő változás, hogy a rajtszámuk alapszíne az eddig használt narancssárgáról zöldre változik.
A Hypercar kategóriának Hyperpole-jában a felügyelőtestület határozza meg a használandó keveréket.
Szigorítottak a BoP rendszerrel szembeni kritika megfogalmazása kapcsán, már nem lehet a meghatározási folyamatot és az értéket kritizálni a nyilvánoság előtt.

## Csapatok és versenyzők

### Hypercar
Hypercar privát csapatok
| Hypercar                  | Hypercar              | Hypercar                    | Hypercar        | Hypercar         | Hypercar | Hypercar              | Hypercar |
| Csapat                    | Autó                  | Motor                       | Hybrid          | Abroncs          | #        | Versenyzők            | Forduló  |
| ------------------------- | --------------------- | --------------------------- | --------------- | ---------------- | -------- | --------------------- | -------- |
| Aston Martin Thor Team    | Aston Martin Valkyrie | Aston Martin RA 6.5 L V12   |                 | M                | 007      | Tom Gamble            | 1-       |
| Aston Martin Thor Team    | Aston Martin Valkyrie | Aston Martin RA 6.5 L V12   | Harry Tincknell | 1-               | 007      |                       |          |
| Aston Martin Thor Team    | Aston Martin Valkyrie | Aston Martin RA 6.5 L V12   | Ross Gunn       | 1, 4-            | 007      |                       |          |
| Aston Martin Thor Team    | Aston Martin Valkyrie | Aston Martin RA 6.5 L V12   | 009             | Alex Riberas     | 1-       |                       |          |
| Aston Martin Thor Team    | Aston Martin Valkyrie | Aston Martin RA 6.5 L V12   | 009             | Marco Sørensen   | 1-       |                       |          |
| Aston Martin Thor Team    | Aston Martin Valkyrie | Aston Martin RA 6.5 L V12   | 009             | Roman De Angelis | 1, 4-    |                       |          |
| Porsche Penske Motorsport | Porsche 963           | Porsche 9RD 4.6 L Turbo V8  | Hybrid          | M                | 5        | Julien Andlauer       | 1-       |
| Porsche Penske Motorsport | Porsche 963           | Porsche 9RD 4.6 L Turbo V8  | Hybrid          | M                | 5        | Michael Christensen   | 1-       |
| Porsche Penske Motorsport | Porsche 963           | Porsche 9RD 4.6 L Turbo V8  | Hybrid          | M                | 5        | Mathieu Jaminet       | 1-2, 4-  |
| Porsche Penske Motorsport | Porsche 963           | Porsche 9RD 4.6 L Turbo V8  | Hybrid          | M                | 5        | Nico Müller           | 3        |
| Porsche Penske Motorsport | Porsche 963           | Porsche 9RD 4.6 L Turbo V8  | Hybrid          | M                | 6        | Kévin Estre           | 1-       |
| Porsche Penske Motorsport | Porsche 963           | Porsche 9RD 4.6 L Turbo V8  | Hybrid          | M                | 6        | Laurens Vanthoor      | 1-       |
| Porsche Penske Motorsport | Porsche 963           | Porsche 9RD 4.6 L Turbo V8  | Hybrid          | M                | 6        | Matt Campbell         | 1-2, 4-  |
| Porsche Penske Motorsport | Porsche 963           | Porsche 9RD 4.6 L Turbo V8  | Hybrid          | M                | 6        | Pascal Wehrlein       | 3        |
| Toyota Gazoo Racing       | Toyota GR010 Hybrid   | Toyota H8909 3.5 L Turbo V6 | Hybrid          | M                | 7        | Mike Conway           | 1-       |
| Toyota Gazoo Racing       | Toyota GR010 Hybrid   | Toyota H8909 3.5 L Turbo V6 | Hybrid          | M                | 7        | Kobajasi Kamui        | 1-       |
| Toyota Gazoo Racing       | Toyota GR010 Hybrid   | Toyota H8909 3.5 L Turbo V6 | Hybrid          | M                | 7        | Nyck de Vries         | 1-       |
| Toyota Gazoo Racing       | Toyota GR010 Hybrid   | Toyota H8909 3.5 L Turbo V6 | Hybrid          | M                | 8        | Sébastien Buemi       | 1-       |
| Toyota Gazoo Racing       | Toyota GR010 Hybrid   | Toyota H8909 3.5 L Turbo V6 | Hybrid          | M                | 8        | Brendon Hartley       | 1-       |
| Toyota Gazoo Racing       | Toyota GR010 Hybrid   | Toyota H8909 3.5 L Turbo V6 | Hybrid          | M                | 8        | Hirakava Rjó          | 1-       |
| Cadillac Hertz Team Jota  | Cadillac V-Series.R   | Cadillac LMC55R 5.5 L V8    | Hybrid          | M                | 12       | Alex Lynn             | 1-       |
| Cadillac Hertz Team Jota  | Cadillac V-Series.R   | Cadillac LMC55R 5.5 L V8    | Hybrid          | M                | 12       | Norman Nato           | 1-       |
| Cadillac Hertz Team Jota  | Cadillac V-Series.R   | Cadillac LMC55R 5.5 L V8    | Hybrid          | M                | 12       | Will Stevens          | 1-       |
| Cadillac Hertz Team Jota  | Cadillac V-Series.R   | Cadillac LMC55R 5.5 L V8    | Hybrid          | M                | 38       | Earl Bamber           | 1-       |
| Cadillac Hertz Team Jota  | Cadillac V-Series.R   | Cadillac LMC55R 5.5 L V8    | Hybrid          | M                | 38       | Sébastien Bourdais    | 1-       |
| Cadillac Hertz Team Jota  | Cadillac V-Series.R   | Cadillac LMC55R 5.5 L V8    | Hybrid          | M                | 38       | Jenson Button         | 1-       |
| BMW M Team WRT            | BMW M Hybrid V8       | BMW P66/3 4.0 L Turbo V8    | Hybrid          | M                | 15       | Kevin Magnussen       | 1-       |
| BMW M Team WRT            | BMW M Hybrid V8       | BMW P66/3 4.0 L Turbo V8    | Hybrid          | M                | 15       | Raffaele Marciello    | 1-       |
| BMW M Team WRT            | BMW M Hybrid V8       | BMW P66/3 4.0 L Turbo V8    | Hybrid          | M                | 15       | Dries Vanthoor        | 1-2, 4-  |
| BMW M Team WRT            | BMW M Hybrid V8       | BMW P66/3 4.0 L Turbo V8    | Hybrid          | M                | 20       | Robin Frijns          | 1-       |
| BMW M Team WRT            | BMW M Hybrid V8       | BMW P66/3 4.0 L Turbo V8    | Hybrid          | M                | 20       | René Rast             | 1-       |
| BMW M Team WRT            | BMW M Hybrid V8       | BMW P66/3 4.0 L Turbo V8    | Hybrid          | M                | 20       | Sheldon van der Linde | 1-2, 4-  |
| Alpine Endurance Team     | Alpine A424           | Alpine V634 3.4 L Turbo V6  | Hybrid          | M                | 35       | Paul-Loup Chatin      | 1-       |
| Alpine Endurance Team     | Alpine A424           | Alpine V634 3.4 L Turbo V6  | Hybrid          | M                | 35       | Habsburg Ferdinánd    | 1-       |
| Alpine Endurance Team     | Alpine A424           | Alpine V634 3.4 L Turbo V6  | Hybrid          | M                | 35       | Charles Milesi        | 1-       |
| Alpine Endurance Team     | Alpine A424           | Alpine V634 3.4 L Turbo V6  | Hybrid          | M                | 36       | Jules Gounon          | 1-       |
| Alpine Endurance Team     | Alpine A424           | Alpine V634 3.4 L Turbo V6  | Hybrid          | M                | 36       | Frédéric Makowiecki   | 1-       |
| Alpine Endurance Team     | Alpine A424           | Alpine V634 3.4 L Turbo V6  | Hybrid          | M                | 36       | Mick Schumacher       | 1-       |
| Ferrari AF Corse          | Ferrari 499P          | Ferrari F163 3.0 L Turbo V6 | Hybrid          | M                | 50       | Antonio Fuoco         | 1-       |
| Ferrari AF Corse          | Ferrari 499P          | Ferrari F163 3.0 L Turbo V6 | Hybrid          | M                | 50       | Miguel Molina         | 1-       |
| Ferrari AF Corse          | Ferrari 499P          | Ferrari F163 3.0 L Turbo V6 | Hybrid          | M                | 50       | Nicklas Nielsen       | 1-       |
| Ferrari AF Corse          | Ferrari 499P          | Ferrari F163 3.0 L Turbo V6 | Hybrid          | M                | 51       | James Calado          | 1-       |
| Ferrari AF Corse          | Ferrari 499P          | Ferrari F163 3.0 L Turbo V6 | Hybrid          | M                | 51       | Antonio Giovinazzi    | 1-       |
| Ferrari AF Corse          | Ferrari 499P          | Ferrari F163 3.0 L Turbo V6 | Hybrid          | M                | 51       | Alessandro Pier Guidi | 1-       |
| AF Corse                  | Ferrari 499P          | Ferrari F163 3.0 L Turbo V6 | Hybrid          | M                | 83       | Phil Hanson           | 1-       |
| AF Corse                  | Ferrari 499P          | Ferrari F163 3.0 L Turbo V6 | Hybrid          | M                | 83       | Robert Kubica         | 1-       |
| AF Corse                  | Ferrari 499P          | Ferrari F163 3.0 L Turbo V6 | Hybrid          | M                | 83       | Je Jifei              | 1-       |
| Peugeot TotalEnergies     | Peugeot 9X8           | Peugeot X6H 2.6 L Turbo V6  | Hybrid          | M                | 93       | Paul di Resta         | 1-       |
| Peugeot TotalEnergies     | Peugeot 9X8           | Peugeot X6H 2.6 L Turbo V6  | Hybrid          | M                | 93       | Mikkel Jensen         | 1-       |
| Peugeot TotalEnergies     | Peugeot 9X8           | Peugeot X6H 2.6 L Turbo V6  | Hybrid          | M                | 93       | Jean-Éric Vergne      | 1-       |
| Peugeot TotalEnergies     | Peugeot 9X8           | Peugeot X6H 2.6 L Turbo V6  | Hybrid          | M                | 94       | Loïc Duval            | 1-       |
| Peugeot TotalEnergies     | Peugeot 9X8           | Peugeot X6H 2.6 L Turbo V6  | Hybrid          | M                | 94       | Malthe Jakobsen       | 1-       |
| Peugeot TotalEnergies     | Peugeot 9X8           | Peugeot X6H 2.6 L Turbo V6  | Hybrid          | M                | 94       | Stoffel Vandoorne     | 1-       |
| Proton Competition        | Porsche 963           | Porsche 9RD 4.6 L Turbo V8  | Hybrid          | M                | 99       | Neel Jani             | 1-       |
| Proton Competition        | Porsche 963           | Porsche 9RD 4.6 L Turbo V8  | Hybrid          | M                | 99       | Nico Pino             | 1-       |
| Proton Competition        | Porsche 963           | Porsche 9RD 4.6 L Turbo V8  | Hybrid          | M                | 99       | Nicolás Varrone       | 1-       |

### LMGT3
| LMGT3                  | LMGT3                            | LMGT3                            | LMGT3   | LMGT3 | LMGT3                 | LMGT3   | LMGT3   |
| Csapat                 | Autó                             | Motor                            | Abroncs | #     | Versenyzők            | Licensz | Forduló |
| ---------------------- | -------------------------------- | -------------------------------- | ------- | ----- | --------------------- | ------- | ------- |
| Racing Spirit of Léman | Aston Martin Vantage AMR GT3 Evo | Aston Martin M177 4.0 L Turbo V8 | G       | 10    | Eduardo Barrichello   |         | 1-      |
| Racing Spirit of Léman | Aston Martin Vantage AMR GT3 Evo | Aston Martin M177 4.0 L Turbo V8 | G       | 10    | Derek DeBoer          |         | 1-      |
| Racing Spirit of Léman | Aston Martin Vantage AMR GT3 Evo | Aston Martin M177 4.0 L Turbo V8 | G       | 10    | Valentin Hasse-Clot   |         | 1-      |
| Heart of Racing Team   | Aston Martin Vantage AMR GT3 Evo | Aston Martin M177 4.0 L Turbo V8 | G       | 27    | Mattia Drudi          |         | 1-      |
| Heart of Racing Team   | Aston Martin Vantage AMR GT3 Evo | Aston Martin M177 4.0 L Turbo V8 | G       | 27    | Ian James             |         | 1-      |
| Heart of Racing Team   | Aston Martin Vantage AMR GT3 Evo | Aston Martin M177 4.0 L Turbo V8 | G       | 27    | Zacharie Robichon     |         | 1-      |
| Vista AF Corse         | Ferrari 296 GT3                  | Ferrari F163CE 3.0 L Turbo V6    | G       | 21    | François Heriau       |         | 1-      |
| Vista AF Corse         | Ferrari 296 GT3                  | Ferrari F163CE 3.0 L Turbo V6    | G       | 21    | Simon Mann            |         | 1-      |
| Vista AF Corse         | Ferrari 296 GT3                  | Ferrari F163CE 3.0 L Turbo V6    | G       | 21    | Alessio Rovera        |         | 1-      |
| Vista AF Corse         | Ferrari 296 GT3                  | Ferrari F163CE 3.0 L Turbo V6    | G       | 54    | Francesco Castellacci |         | 1-      |
| Vista AF Corse         | Ferrari 296 GT3                  | Ferrari F163CE 3.0 L Turbo V6    | G       | 54    | Thomas Flohr          |         | 1-      |
| Vista AF Corse         | Ferrari 296 GT3                  | Ferrari F163CE 3.0 L Turbo V6    | G       | 54    | Davide Rigon          |         | 1-      |
| The Bend Team WRT      | BMW M4 GT3 Evo                   | BMW P58 3.0 L Turbo I6           | G       | 31    | Tyimur Boguszlavszkij |         | 1-      |
| The Bend Team WRT      | BMW M4 GT3 Evo                   | BMW P58 3.0 L Turbo I6           | G       | 31    | Augusto Farfus        |         | 1-      |
| The Bend Team WRT      | BMW M4 GT3 Evo                   | BMW P58 3.0 L Turbo I6           | G       | 31    | Yasser Shahin         |         | 1-      |
| Team WRT               | BMW M4 GT3 Evo                   | BMW P58 3.0 L Turbo I6           | G       | 46    | Ahmad Al Harthy       |         | 1-      |
| Team WRT               | BMW M4 GT3 Evo                   | BMW P58 3.0 L Turbo I6           | G       | 46    | Valentino Rossi       |         | 1-      |
| Team WRT               | BMW M4 GT3 Evo                   | BMW P58 3.0 L Turbo I6           | G       | 46    | Kelvin van der Linde  |         | 1-      |
| TF Sport               | Chevrolet Corvette Z06 GT3.R     | Chevrolet LT6.R 5.5 L V8         | G       | 33    | Jonny Edgar           |         | 1-      |
| TF Sport               | Chevrolet Corvette Z06 GT3.R     | Chevrolet LT6.R 5.5 L V8         | G       | 33    | Daniel Juncadella     |         | 1-      |
| TF Sport               | Chevrolet Corvette Z06 GT3.R     | Chevrolet LT6.R 5.5 L V8         | G       | 33    | Ben Keating           |         | 1-      |
| TF Sport               | Chevrolet Corvette Z06 GT3.R     | Chevrolet LT6.R 5.5 L V8         | G       | 81    | Rui Andrade           |         | 1-      |
| TF Sport               | Chevrolet Corvette Z06 GT3.R     | Chevrolet LT6.R 5.5 L V8         | G       | 81    | Charlie Eastwood      |         | 1-      |
| TF Sport               | Chevrolet Corvette Z06 GT3.R     | Chevrolet LT6.R 5.5 L V8         | G       | 81    | Tom van Rompuy        |         | 1-      |
| United Autosports      | McLaren 720S GT3 Evo             | McLaren M840T 4.0 L Turbo V8     | G       | 59    | Sébastien Baud        |         | 1-      |
| United Autosports      | McLaren 720S GT3 Evo             | McLaren M840T 4.0 L Turbo V8     | G       | 59    | James Cottingham      |         | 1-      |
| United Autosports      | McLaren 720S GT3 Evo             | McLaren M840T 4.0 L Turbo V8     | G       | 59    | Grégoire Saucy        |         | 1-      |
| United Autosports      | McLaren 720S GT3 Evo             | McLaren M840T 4.0 L Turbo V8     | G       | 95    | Sean Gelael           |         | 1-      |
| United Autosports      | McLaren 720S GT3 Evo             | McLaren M840T 4.0 L Turbo V8     | G       | 95    | Darren Leung          |         | 1-      |
| United Autosports      | McLaren 720S GT3 Evo             | McLaren M840T 4.0 L Turbo V8     | G       | 95    | Szató Marino          |         | 1-      |
| Iron Lynx              | Mercedes-AMG GT3 Evo             | Mercedes-AMG M159 6.2 L V8       | G       | 60    | Matteo Cairoli        |         | 1-3     |
| Iron Lynx              | Mercedes-AMG GT3 Evo             | Mercedes-AMG M159 6.2 L V8       | G       | 60    | Matteo Cressoni       |         | 1-2     |
| Iron Lynx              | Mercedes-AMG GT3 Evo             | Mercedes-AMG M159 6.2 L V8       | G       | 60    | Claudio Schiavoni     |         | 1-2     |
| Iron Lynx              | Mercedes-AMG GT3 Evo             | Mercedes-AMG M159 6.2 L V8       | G       | 60    | Brenton Grove         |         | 3       |
| Iron Lynx              | Mercedes-AMG GT3 Evo             | Mercedes-AMG M159 6.2 L V8       | G       | 60    | Stephen Grove         |         | 3       |
| Iron Lynx              | Mercedes-AMG GT3 Evo             | Mercedes-AMG M159 6.2 L V8       | G       | 60    | Andrew Gilbert        |         | 4       |
| Iron Lynx              | Mercedes-AMG GT3 Evo             | Mercedes-AMG M159 6.2 L V8       | G       | 60    | Lorcan Hanafin        |         | 4       |
| Iron Lynx              | Mercedes-AMG GT3 Evo             | Mercedes-AMG M159 6.2 L V8       | G       | 60    | Fran Rueda            |         | 4       |
| Iron Lynx              | Mercedes-AMG GT3 Evo             | Mercedes-AMG M159 6.2 L V8       | G       | 61    | Lin Hodenius          |         | 1-      |
| Iron Lynx              | Mercedes-AMG GT3 Evo             | Mercedes-AMG M159 6.2 L V8       | G       | 61    | Maxime Martin         |         | 1-      |
| Iron Lynx              | Mercedes-AMG GT3 Evo             | Mercedes-AMG M159 6.2 L V8       | G       | 61    | Christian Ried        |         | 1-2     |
| Iron Lynx              | Mercedes-AMG GT3 Evo             | Mercedes-AMG M159 6.2 L V8       | G       | 61    | Martin Berry          |         | 3-      |
| Proton Competition     | Ford Mustang GT3                 | Ford Coyote 5.4 L V8             | G       | 77    | Ben Barker            |         | 1-      |
| Proton Competition     | Ford Mustang GT3                 | Ford Coyote 5.4 L V8             | G       | 77    | Bernardo Sousa        |         | 1-      |
| Proton Competition     | Ford Mustang GT3                 | Ford Coyote 5.4 L V8             | G       | 77    | Ben Tuck              |         | 1-      |
| Proton Competition     | Ford Mustang GT3                 | Ford Coyote 5.4 L V8             | G       | 88    | Stefano Gattuso       |         | 1-      |
| Proton Competition     | Ford Mustang GT3                 | Ford Coyote 5.4 L V8             | G       | 88    | Giammarco Levorato    |         | 1-      |
| Proton Competition     | Ford Mustang GT3                 | Ford Coyote 5.4 L V8             | G       | 88    | Dennis Olsen          |         | 1-      |
| Akkodis ASP Team       | Lexus RC F GT3                   | Lexus 2UR-GSE 5.0 L V8           | G       | 78    | Ben Barnicoat         |         | 1       |
| Akkodis ASP Team       | Lexus RC F GT3                   | Lexus 2UR-GSE 5.0 L V8           | G       | 78    | Finn Gehrsitz         |         | 1-      |
| Akkodis ASP Team       | Lexus RC F GT3                   | Lexus 2UR-GSE 5.0 L V8           | G       | 78    | Arnold Robin          |         | 1-      |
| Akkodis ASP Team       | Lexus RC F GT3                   | Lexus 2UR-GSE 5.0 L V8           | G       | 78    | Esteban Masson        |         | 2       |
| Akkodis ASP Team       | Lexus RC F GT3                   | Lexus 2UR-GSE 5.0 L V8           | G       | 78    | Yuichi Nakayama       |         | 3       |
| Akkodis ASP Team       | Lexus RC F GT3                   | Lexus 2UR-GSE 5.0 L V8           | G       | 78    | Jack Hawksworth       |         | 4       |
| Akkodis ASP Team       | Lexus RC F GT3                   | Lexus 2UR-GSE 5.0 L V8           | G       | 87    | José María López      |         | 1-      |
| Akkodis ASP Team       | Lexus RC F GT3                   | Lexus 2UR-GSE 5.0 L V8           | G       | 87    | Clemens Schmid        |         | 1-      |
| Akkodis ASP Team       | Lexus RC F GT3                   | Lexus 2UR-GSE 5.0 L V8           | G       | 87    | Răzvan Umbrărescu     |         | 1-      |
| Iron Dames             | Porsche 911 GT3 R (992)          | Porsche M97/80 4.2 L Flat-6      | G       | 85    | Rahel Frey            |         | 1-      |
| Iron Dames             | Porsche 911 GT3 R (992)          | Porsche M97/80 4.2 L Flat-6      | G       | 85    | Célia Martin          |         | 1-      |
| Iron Dames             | Porsche 911 GT3 R (992)          | Porsche M97/80 4.2 L Flat-6      | G       | 85    | Michelle Gatting      |         | 1-3     |
| Iron Dames             | Porsche 911 GT3 R (992)          | Porsche M97/80 4.2 L Flat-6      | G       | 85    | Sarah Bovy            |         | 4       |
| Manthey 1st Phorm      | Porsche 911 GT3 R (992)          | Porsche M97/80 4.2 L Flat-6      | G       | 92    | Ryan Hardwick         |         | 1-      |
| Manthey 1st Phorm      | Porsche 911 GT3 R (992)          | Porsche M97/80 4.2 L Flat-6      | G       | 92    | Richard Lietz         |         | 1-      |
| Manthey 1st Phorm      | Porsche 911 GT3 R (992)          | Porsche M97/80 4.2 L Flat-6      | G       | 92    | Riccardo Pera         |         | 1-      |

| Ikon | Licensz |
| ---- | ------- |
|      | Platina |
|      | Arany   |
|      | Ezüst   |
|      | Bronz   |

1. ↑  Az ukrán-orosz háború miatt az orosz versenyzők függetlenként versenyeznek

## Eredmények

### Összefoglaló
Az alábbi táblázatban a Hypercar és a LMGT3 győztesei voltak láthatóak, akik nevezve lettek a teljes WEC-szezonra. Előfordulhat, hogy vendégversenyzők nyerték az adott versenyt.
| Forduló | Pálya     | Hypercar győztes                                      | LMGT3 győztes                                     | Összefoglaló |
| ------- | --------- | ----------------------------------------------------- | ------------------------------------------------- | ------------ |
| 1.      | Loszaíl   | No. 50 Ferrari AF Corse                               | No. 33 TF Sport                                   | Összefoglaló |
| 1.      | Loszaíl   | Antonio Fuoco Miguel Molina Nicklas Nielsen           | Jonny Edgar Daniel Juncadella Ben Keating         | Összefoglaló |
| 2.      | Imola     | No. 51 Ferrari AF Corse                               | No. 92 Manthey 1st Phorm                          | Összefoglaló |
| 2.      | Imola     | James Calado Antonio Giovinazzi Alessandro Pier Guidi | Ryan Hardwick Richard Lietz Riccardo Pera         | Összefoglaló |
| 3.      | Spa       | No. 51 Ferrari AF Corse                               | No. 21 Vista AF Corse                             | Összefoglaló |
| 3.      | Spa       | James Calado Antonio Giovinazzi Alessandro Pier Guidi | Francois Hériau Simon Mann Alessio Rovera         | Összefoglaló |
| 4.      | Le Mans   | No. 83 AF Corse                                       | No. 92 Manthey 1st Phorm                          | Összefoglaló |
| 4.      | Le Mans   | Phil Hanson Robert Kubica Je Jifei                    | Ryan Hardwick Richard Lietz Riccardo Pera         | Összefoglaló |
| 5.      | São Paulo | No. 12 Cadillac Hertz Team Jota                       | No. 87 Akkodis ASP Team                           | Összefoglaló |
| 5.      | São Paulo | Alex Lynn Norman Nato Will Stevens                    | José María López Clemens Schmid Răzvan Umbrărescu | Összefoglaló |
| 6.      | Austin    |                                                       |                                                   | Összefoglaló |
| 6.      | Austin    |                                                       |                                                   | Összefoglaló |
| 7.      | Fudzsi    |                                                       |                                                   | Összefoglaló |
| 7.      | Fudzsi    |                                                       |                                                   | Összefoglaló |
| 8.      | Bahrain   |                                                       |                                                   | Összefoglaló |
| 8.      | Bahrain   |                                                       |                                                   | Összefoglaló |

### Pontrendszer
| Versenytáv | 1. helyezett, aranyérmes | 2. helyezett, ezüstérmes | 3. helyezett, bronzérmes | 4. | 5. | 6. | 7. | 8. | 9. | 10. | Pole |
| ---------- | ------------------------ | ------------------------ | ------------------------ | -- | -- | -- | -- | -- | -- | --- | ---- |
| 6 óra      | 25                       | 18                       | 15                       | 12 | 10 | 8  | 6  | 4  | 2  | 1   | 1    |
| 8–10 óra   | 38                       | 27                       | 23                       | 18 | 15 | 12 | 9  | 6  | 3  | 2   | 1    |
| 24 óra     | 50                       | 36                       | 30                       | 24 | 20 | 16 | 12 | 8  | 4  | 2   | 1    |

### Versenyzők bajnoksága

#### Hypercar versenyzők
| Helyezés                 | Versenyző             | #     | Csapat                    | QAT | ITA | SPA | LMS | BRA | USA | JPN | BHR | Pont |
| ------------------------ | --------------------- | ----- | ------------------------- | --- | --- | --- | --- | --- | --- | --- | --- | ---- |
| 1. helyezett, aranyérmes | James Calado          | 51    | Ferrari AF Corse          | 3   | 1   | 1   | 3   | 11  |     |     |     | 105  |
| 1. helyezett, aranyérmes | Antonio Giovinazzi    | 51    | Ferrari AF Corse          | 3   | 1   | 1   | 3   | 11  |     |     |     | 105  |
| 1. helyezett, aranyérmes | Alessandro Pier Guidi | 51    | Ferrari AF Corse          | 3   | 1   | 1   | 3   | 11  |     |     |     | 105  |
| 2. helyezett, ezüstérmes | Phil Hanson           | 83    | AF Corse                  | 2   | 4   | 15  | 1   | 8   |     |     |     | 93   |
| 2. helyezett, ezüstérmes | Robert Kubica         | 83    | AF Corse                  | 2   | 4   | 15  | 1   | 8   |     |     |     | 93   |
| 2. helyezett, ezüstérmes | Je Jifei              | 83    | AF Corse                  | 2   | 4   | 15  | 1   | 8   |     |     |     | 93   |
| 3. helyezett, bronzérmes | Alex Lynn             | 12    | Cadillac Hertz Team Jota  | 8   | 10  | 5   | 4   | 1   |     |     |     | 68   |
| 3. helyezett, bronzérmes | Norman Nato           | 12    | Cadillac Hertz Team Jota  | 8   | 10  | 5   | 4   | 1   |     |     |     | 68   |
| 3. helyezett, bronzérmes | Will Stevens          | 12    | Cadillac Hertz Team Jota  | 8   | 10  | 5   | 4   | 1   |     |     |     | 68   |
| 4                        | Antonio Fuoco         | 50    | Ferrari AF Corse          | 1   | 15  | 2   | Kiz | 12  |     |     |     | 57   |
| 4                        | Miguel Molina         | 50    | Ferrari AF Corse          | 1   | 15  | 2   | Kiz | 12  |     |     |     | 57   |
| 4                        | Nicklas Nielsen       | 50    | Ferrari AF Corse          | 1   | 15  | 2   | Kiz | 12  |     |     |     | 57   |
| 5                        | Kévin Estre           | 6     | Porsche Penske Motorsport | 11  | 8   | 9   | 2   | 4   |     |     |     | 54   |
| 5                        | Laurens Vanthoor      | 6     | Porsche Penske Motorsport | 11  | 8   | 9   | 2   | 4   |     |     |     | 54   |
| 6                        | Mike Conway           | 7     | Toyota Gazoo Racing       | 6   | 7   | 7   | 5   | 14  |     |     |     | 44   |
| 6                        | Kobajasi Kamui        | 7     | Toyota Gazoo Racing       | 6   | 7   | 7   | 5   | 14  |     |     |     | 44   |
| 6                        | Nyck de Vries         | 7     | Toyota Gazoo Racing       | 6   | 7   | 7   | 5   | 14  |     |     |     | 44   |
| 7                        | Matt Campbell         | 6     | Porsche Penske Motorsport | 11  | 8   | Ni  | 2   | Ni  |     |     |     | 40   |
| 8                        | Earl Bamber           | 38    | Cadillac Hertz Team Jota  | 16  | 16  | 6   | 7   | 2   |     |     |     | 38   |
| 8                        | Sébastien Bourdais    | 38    | Cadillac Hertz Team Jota  | 16  | 16  | 6   | 7   | 2   |     |     |     | 38   |
| 8                        | Jenson Button         | 38    | Cadillac Hertz Team Jota  | 16  | 16  | 6   | 7   | 2   |     |     |     | 38   |
| 9                        | René Rast             | 20    | BMW M Team WRT            | 7   | 2   | Ki  | 16  | 5   |     |     |     | 37   |
| 10                       | Sheldon van der Linde | 20    | BMW M Team WRT            | 7   | 2   | Ni  | 16  | 5   |     |     |     | 37   |
| 11                       | Brendon Hartley       | 8     | Toyota Gazoo Racing       | 5   | 5   | 4   | 14  | 15  |     |     |     | 37   |
| 11                       | Hirakava Rjó          | 8     | Toyota Gazoo Racing       | 5   | 5   | 4   | 14  | 15  |     |     |     | 37   |
| 12                       | Sébastien Buemi       | 8     | Toyota Gazoo Racing       | 5   | 5   | 4   | 14  | Ni  |     |     |     | 37   |
| 13                       | Jules Gounon          | 36    | Alpine Endurance Team     | 13  | 3   | 3   | 9   | 9   |     |     |     | 36   |
| 13                       | Frédéric Makowiecki   | 36    | Alpine Endurance Team     | 13  | 3   | 3   | 9   | 9   |     |     |     | 36   |
| 13                       | Mick Schumacher       | 36    | Alpine Endurance Team     | 13  | 3   | 3   | 9   | 9   |     |     |     | 36   |
| 14                       | Julien Andlauer       | 5     | Porsche Penske Motorsport | 10  | 11  | 12  | 6   | 3   |     |     |     | 33   |
| 14                       | Michael Christensen   | 5     | Porsche Penske Motorsport | 10  | 11  | 12  | 6   | 3   |     |     |     | 33   |
| 15                       | Robin Frijns          | 20    | BMW M Team WRT            | 7   | 2   | Ki  | 16  | Ni  |     |     |     | 27   |
| 16                       | Kevin Magnussen       | 15    | BMW M Team WRT            | 4   | 6   | 10  | 17  | 17  |     |     |     | 27   |
| 16                       | Raffaele Marciello    | 15    | BMW M Team WRT            | 4   | 6   | 10  | 17  | 17  |     |     |     | 27   |
| 17                       | Dries Vanthoor        | 15    | BMW M Team WRT            | 4   | 6   | Ni  | 17  | 17  |     |     |     | 26   |
| 18                       | Mathieu Jaminet       | 5     | Porsche Penske Motorsport | 10  | 11  | Ni  | 6   | Ni  |     |     |     | 18   |
| 19                       | Paul-Loup Chatin      | 35    | Alpine Endurance Team     | 14  | 13  | 8   | 8   | 18  |     |     |     | 12   |
| 19                       | Habsburg Ferdinánd    | 35    | Alpine Endurance Team     | 14  | 13  | 8   | 8   | 18  |     |     |     | 12   |
| 19                       | Charles Milesi        | 35    | Alpine Endurance Team     | 14  | 13  | 8   | 8   | 18  |     |     |     | 12   |
| 20                       | Paul di Resta         | 93    | Peugeot TotalEnergies     | 9   | 9   | 11  | 15  | 7   |     |     |     | 11   |
| 20                       | Mikkel Jensen         | 93    | Peugeot TotalEnergies     | 9   | 9   | 11  | 15  | 7   |     |     |     | 11   |
| 21                       | Marco Wittman         | 20    | BMW M Team WRT            | Ni  | Ni  | Ni  | Ni  | 5   |     |     |     | 10   |
| 22                       | Loïc Duval            | 94    | Peugeot TotalEnergies     | 12  | 12  | Ki  | 10  | 6   |     |     |     | 10   |
| 22                       | Malthe Jakobsen       | 94    | Peugeot TotalEnergies     | 12  | 12  | Ki  | 10  | 6   |     |     |     | 10   |
| 23                       | Jean-Éric Vergne      | 93    | Peugeot TotalEnergies     | 9   | 9   | 11  | 15  | Ni  |     |     |     | 5    |
| 24                       | Pascal Wehrlein       | 6 / 4 | Porsche Penske Motorsport | Ni  | Ni  | 9   | **  | Ni  |     |     |     | 2    |
| 25                       | Stoffel Vandoorne     | 94    | Peugeot TotalEnergies     | 12  | 12  | Ki  | 10  | Ni  |     |     |     | 2    |
| 26                       | Neel Jani             | 99    | Proton Competition        | 15  | 14  | Ki  | 12  | 10  |     |     |     | 1    |
| 26                       | Nico Pino             | 99    | Proton Competition        | 15  | 14  | Ki  | 12  | 10  |     |     |     | 1    |
| 26                       | Nicolás Varrone       | 99    | Proton Competition        | 15  | 14  | Ki  | 12  | 10  |     |     |     | 1    |
| 27                       | Nico Müller           | 5     | Porsche Penske Motorsport | Ni  | Ni  | 12  | Ni  | Ni  |     |     |     | 0    |
| 28                       | Alex Riberas          | 009   | Aston Martin THOR Team    | 17  | 17  | 14  | 11  | 13  |     |     |     | 0    |
| 28                       | Marco Sørensen        | 009   | Aston Martin THOR Team    | 17  | 17  | 14  | 11  | 13  |     |     |     | 0    |
| 29                       | Roman De Angelis      | 009   | Aston Martin THOR Team    | 17  | Ni  | Ni  | 11  | Ni  |     |     |     | 0    |
| 30                       | Tom Gamble            | 007   | Aston Martin THOR Team    | Ki  | 18  | 13  | 13  | 16  |     |     |     | 0    |
| 30                       | Harry Tincknell       | 007   | Aston Martin THOR Team    | Ki  | 18  | 13  | 13  | 16  |     |     |     | 0    |
| 31                       | Ross Gunn             | 007   | Aston Martin THOR Team    | Ki  | Ni  | Ni  | 13  | Ni  |     |     |     | 0    |
| Helyezés                 | Versenyző             | #     | Csapat                    | QAT | ITA | SPA | LMS | BRA | USA | JPN | BHR | Pont |
| Forrás:                  |                       |       |                           |     |     |     |     |     |     |     |     |      |

| Szín       | Eredmény                                          |
| ---------- | ------------------------------------------------- |
| Arany      | Győztes                                           |
| Ezüst      | 2. helyezett                                      |
| Bronz      | 3. helyezett                                      |
| Zöld       | Pontot szerzett                                   |
| Kék        | Pont nélkül vagy helyezetlenül ért célba (nc, hn) |
| Lila       | Nem ért célba (ret, ki)                           |
| Piros      | Nem kvalifikálta magát (dnq, nk)                  |
| Piros      | Nem előkvalifikálta magát (dnpq, nek)             |
| Fekete     | Diszkvalifikálták (dsq, kiz)                      |
| Szürke     | Eltiltott, más pilóta versenyzett helyette (et)   |
| Fehér      | Nem indult (dns, ni)                              |
| Világoskék | Pénteki tesztpilóta (td, tp)                      |
| Üres       | Visszalépett (vi)                                 |
| Üres       | Nem gyakorolt (dnp, ne)                           |
| Üres       | Beteg vagy sérült volt (inj, bet, sér, EÜ)        |
| Üres       | Kizárt (ex, kiz)                                  |
| Üres       | Nem érkezett meg (dna, nj)                        |
| Üres       | Törölt futam (T)                                  |